# RPCS3
RPCS3是一个在Windows、Linux、MacOS上运行的开源模拟器及调试工具，能够模拟PlayStation 3和PlayStation Vita，目前正处于开发阶段。本软件可以让PlayStation 3的游戏在PC以及Mac上运行与调试。截至2020年1月初，本模拟器可以正常运行约1541个商业游戏。

## 开发
RPCS3项目由开发者DH与Hykem于2011年5月23日创建，最初在Google Code平台上托管代码，2013年移至GitHub。2011年，RPCS3能运行简单的自制程序。
2014年初，RPCS3能够模拟《Arkedo Series - 02 SWAP!》、《Disgaea 3》和一些自制程序，尽管存在着不少错误。值得注意的是，这些游戏并不使用SPU核心，这使它们更容易被模拟，并且能让开发者更专注于PPU的除错。2015年，包括《驯龙高手》在内，更多的游戏进入了部分可玩的状态。目前模拟受到帧率低的影响，即使在拥有八核心处理器的PC上运行，大部分游戏帧率仍然不理想，但开发者正努力减少现存的程序错误，使得更多游戏能够至少加载开始画面。
2017年2月9日，RPCS3实现了PPU线程调度器，2月16日，RPCS3能直接将官方PlayStation 3固件安装进核心文件系统。5月份，Vulkan图形接口完善，模拟性能得以提升，数个游戏能够正常运行。

## 评价
2014年3月，Cinema Blend的William Usher表示，“许多玩家原以为PlayStation 3 Cell架构的复杂性会防止它被模拟，但RPCS3的发展表明模拟是可行的。”同月，Eurogamer的Elio Cossu表示，“即使在这么早的阶段，考虑到PS3硬件架构的复杂性，PS3的模拟仍可称得上是卓越的成就。”
2017年4月，在《女神異聞錄5》全球发布前，RPCS3能够模拟该游戏，引起了媒体极大的关注。